# Otis Zola
Otis Zola ist eine Soul- und Blues-Band aus Winterthur, die 2022 vom Schweizer Musiker Pablo Jucker gegründet wurde.

## Geschichte
Im Jahr 2022 gründete Pablo Jucker die Soul- und Blues-Band Otis Zola, welche aus Mitgliedern der Rockband The Dues und der Julia Heart Band besteht. Am 25. November 2022 erschien das Debütalbum Leavin' Birds über das Basler Musiklabel Sixteentimes Music.
Es folgten Auftritte 2022 an den Solothurner Musiktage und 2023 an den Winterthurer Musikfestwochen. Sowie im Vorprogramm von Bernard Allison im Z7 und C. Gibbs im Kraftfeld Winterthur. Im Sommer 2025 spielte die Band an der 59. Ausgabe des Montreux Jazz Festival.
Der Name Otis Zola ist eine Kombination der Namen von Otis Redding und Émile Zola.

## Diskografie
Alben
- 2022: Leavin' Birds (Sixteentimes Music)

EPs
- 2024: Soulbird (Sixteentimes Music)

Singles
- 2022: Red Sun
- 2022: Heavy Burden
- 2022: Like a Sin
- 2024: Home
- 2024: No Grace
- 2025: All I Can Do